# Anvil Bitch
Anvil Bitch ist eine US-amerikanische Thrash-Metal-Band aus Philadelphia, Pennsylvania, die im Jahr 1983 unter dem Namen Innocent Exile gegründet wurde, sich 1988 auflöste und 2008 erneut zusammenfand.

## Geschichte
Die Band wurde im Herbst 1983 von Gitarrist John Plumley, Schlagzeuger Chuck Stadulis, Bassist Dave Carr und Gitarrist Frank Wilus unter dem Namen Innocent Exile gegründet. Kurze Zeit später kam Sänger Gary Capriotti hinzu und komplettierte die Besetzung. Zusammen mit der Band Black Task folgten die ersten lokalen Auftritte. Im Jahr 1985 nahm die Band ihr erstes Demo auf, wodurch sie verstärkt Aufmerksamkeit erreichen konnte. Zu dieser Zeit verließ Gitarrist Frank Wilus die Band, sodass er nur noch an dem Lied Time to Die mitschrieb. Durch das Demo erreichte die Band die Aufmerksamkeit von New Renaissance Records. Das Label schloss die Band auf zwei Kompilationen ein. Im Jahr 1986 begab sich die Gruppe dann ins Studio, um ihr erstes und einziges Album Rise to Offend aufzunehmen. Nachdem das Album noch im selben Jahr veröffentlicht worden war, folgten Auftritte als Vorband für Gruppen wie Exodus, King Diamond, Overkill und Motörhead. Hierbei half Herb Yea als Gitarrist aus. Yea wurde zwar auf dem Album abgebildet, ist jedoch auf dem Tonträger nicht zu hören. Yea verließ die Band danach wieder. Im Jahr 1988 löste sich die Band dann auf. Plumley, Stadulis und Carr gründeten danach die Band Dominance, während Capriotti der Band Without Warning beitrat.
Im Jahr 2008 fand die Band wieder zusammen und bestand dabei aus den Originalmitgliedern Plumley, Carr, Stadulis und Capriotti, sowie dem neuen Gitarristen Lance Walter, welcher ebenfalls Mitglied der Band Dominance war. Walter verließ im März 2010 die Band wieder.

## Stil
Die Band spielt einen strukturierten Thrash Metal. Die Musik ist mit der von Alben wie Metallicas Kill ’Em All, Whiplashs Power and Pain und Onslaughts Power from Hell vergleichbar.

## Diskografie
- 1985: Demo (Demo, Eigenveröffentlichung)
- 1986: Rise to Offend (Album, New Renaissance Records)
- 1986: Arsenic and Cyanide (Demo, Eigenveröffentlichung)
- 2008: Sanctify (EP, Eigenveröffentlichung)